# Ящірка трилінійна
Ящірка трилінійна (Lacerta trilineata) — представник роду Ящірок родини Справжні ящірки. Має 9 підвидів. Інші назви «Балканська зелена ящірка» та «Велика зелена ящірка». Описано 4 підвиди.

## Опис
Загальна довжина досягає 40—50 см, з яких тулуб становить лише 16 см. Молоді ящірки мають коричневий колір з трьома жовтувато-білими поздовжніми смугами на спині. Звідси й походить назва цієї ящірки. Колір шкіри у неї зелений з чорними цятками. Під час шлюбного сезону у самців боки голови та горло стає світло-синім або блакитним. 

## Поширення
Мешкає у Греції, Східній Болгарії, Південно-Східній Румунії, Албанії, Македонії Чорногорії, Хорватії, Боснії і Герцеговині, Сербії, на островах східної частини Середземного моря. Діапазон поширення за висотою: 0 — 1600 м над рівнем моря.

## Спосіб життя
Полюбляє сухі місцини, ялівцеві та фісташкові ліси, дубові бори, чагарники, кам'янисті схили, гірські степи. Гарно лазить по деревах. Може стрибати з висоти 2—3 м. Харчується комахами, дрібними хребетними, невеликими ящірками.
Це яйцекладні ящірки. Парування відбувається у квітні — на початку травня. Самиця за 1 раз відкладає 9—18 яєць. За сезон буває кілька кладок загальною чисельністю до 30 яєць. Наприкінці липня з'являються молоді ящірки довжиною 7—8 см.
Деякі підвиди трилінійної ящірки на Кавказі вважають отруйними, хоча це не відповідає дійсності.

## Систематика
Станом на 2024 рік описано 4 підвиди:
- Lacerta trilineata trilineata;
- Lacerta trilineata hansschweizeri;
- Lacerta trilineata major;
- Lacerta trilineata polylepidota.